# 러시아 내셔널 오케스트라

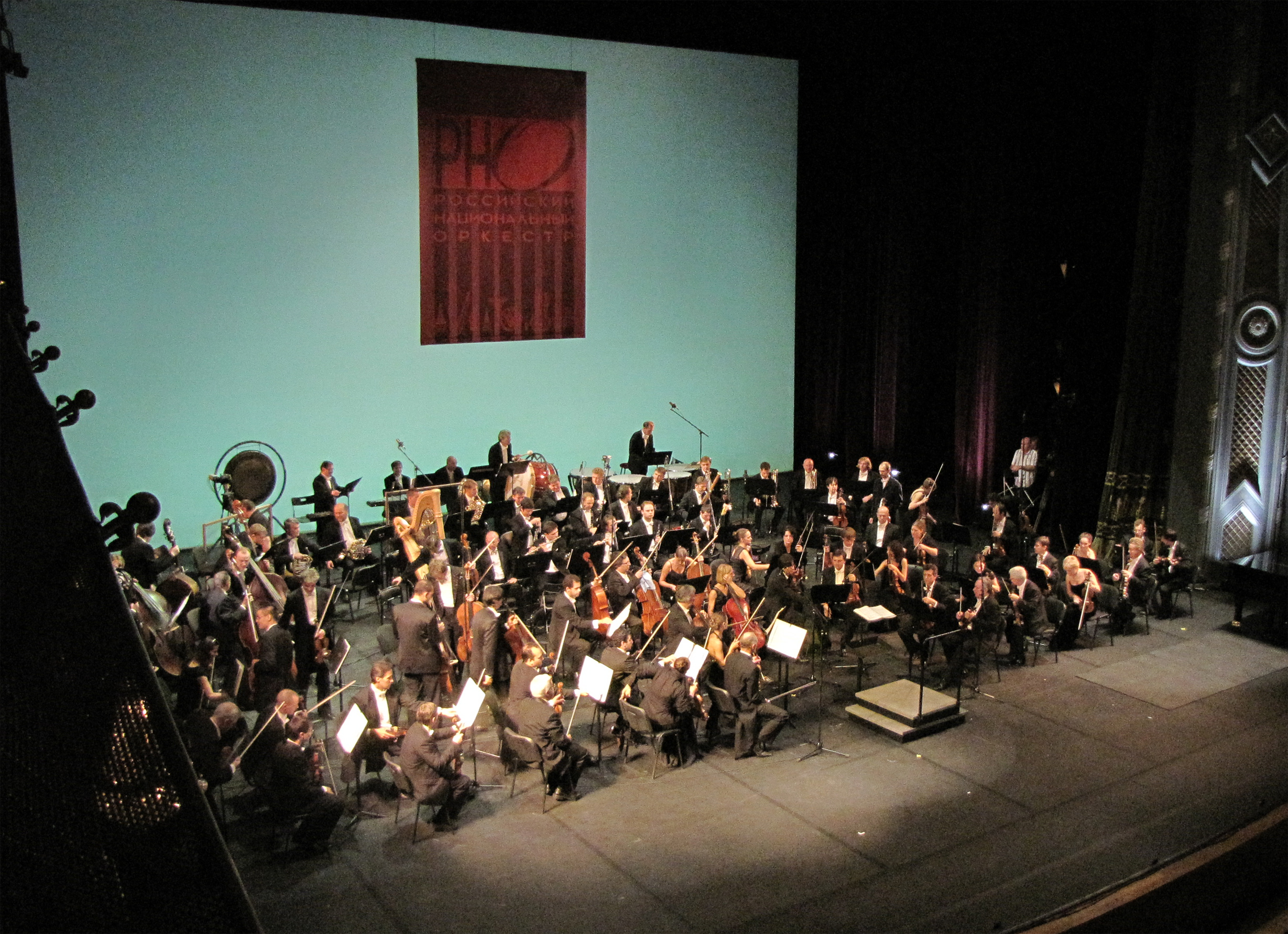

러시아 내셔널 오케스트라(러시아어: Российский национальный оркестр, Russian National Orchestra)는 모스크바에 본거지를 둔 러시아의 대표적인 관현악단이다. '내셔널'이라는 호칭이 붙어 있지만 국립 악단은 아니며, 러시아라는 국가를 대표하는 악단이라는 의미를 담고 있다.
소련 말기였던 1990년에 피아니스트 겸 지휘자인 미하일 플레트뇨프가 창단했으며, 플레트뇨프는 창단과 동시에 직접 음악 감독을 맡아 그 해 11월 16일에 첫 연주회를 개최했다. 플레트뇨프는 단원들 대다수를 소련의 주요 악단에서 재직하던 악장이나 수석/부수석급에서 발탁했기 때문에, 신생 악단임에도 불구하고 매우 좋은 평을 받았다. 이듬해에는 독일에서 첫 해외 공연을 개최했고, 유럽 순회 공연과 교황 요한 바오로 2세를 위한 사적 연주회 출연 등으로 해외에도 빠른 속도로 알려지기 시작했다.
소련 붕괴 후 러시아의 경제 상태가 악화 일로를 걷게 되자 플레트뇨프는 국내외의 명사들과 예술 재단, 방송국 등에 재정 지원을 호소했고, 도이체 그라모폰과도 계약하면서 주로 라흐마니노프나 차이콥스키 등 러시아 음악을 중심으로 활발한 녹음 작업을 진행했다. 플레트뇨프는 1990년대 후반에 지휘 활동을 중단한다고 선언하면서 갑작스럽게 사임하기도 했으나, 오래 가지 않아 다시 예술 감독이라는 직책으로 복귀했다. 2005년에는 블라디미르 유롭스키가 수석 객원 지휘자로 임명되었으며, 플레트뇨프와 유롭스키 모두 현재까지 재임 중이다.
플레트뇨프와 유롭스키 외에도 므스티슬라프 로스트로포비치와 켄트 나가노를 비롯한 국내외 유명 지휘자들이 객원으로 공연과 녹음을 진행했으며, 나가노가 녹음한 프로코피에프의 '피터와 늑대' 와 그 후속편으로 장-파스칼 뱅튀가 작곡한 '늑대 속편' 은 거물급 정치인들인 빌 클린턴과 미하일 고르바초프를 비롯해 소피아 로렌, 안토니오 반데라스 등의 유명 배우들이 나레이션을 맡아 큰 화제를 모으기도 했다.
2000년대부터는 도이체 그라모폰 외에도 펜타톤과 음반 녹음을 시작했고, 펜타톤에서는 현재 플레트뇨프와 유롭스키, 파보 베르글룬드, 야코프 크레이츠베르크 등의 지휘자들이 교대로 쇼스타코비치의 교향곡 전집을 제작하고 있다. 2007년에는 도이체 그라모폰에서 플레트뇨프의 독주와 그라모폰 프로듀서 출신 지휘자인 크리스티안 간슈의 지휘로 베토벤의 피아노 협주곡 전곡 녹음을 발표했고, 이어 플레트뇨프의 지휘로 베토벤 교향곡 전곡 녹음도 선보였다. 음반 발매 외에 아이튠즈 등을 통한 온라인 음원 판매도 하고 있다.
악단의 재정은 러시아 예술재단 등 국내 기관의 원조 외에도 영국과 미국 등의 이사회나 재단, 기금 등으로 충당되고 있으며, 설립 때부터 해외 지향적인 자세를 보였기 때문에 러시아 관현악단 중 가장 많은 해외 순회 공연을 개최하고 있다.